# 利漢楨
利漢楨教授，是美國俄勒岡大學及洛克福學院（Rockford College）的藝術教授及奇樂藝術中心（Clark Arts Center）主任，長於雕塑、版畫，國學師從吳天任，為香港利氏家族成員，利希慎之孙。香港中文大學曾授予其榮譽院士头衔。